# 戸次親行
戸次 親行（べっき ちかゆき、天文16年（1547年） - 永禄8年（1565年））は、戦国時代の武将。豊後国の大名大友氏、その重臣戸次氏の家臣。大友氏庶流の戸次氏の一族。父は大友氏重臣の戸次親家、母は親家の継室の養孝院。異母兄に戸次鑑連（のちの立花道雪）と戸次鑑方、子に立花統春がいる。

## 略歴
天文16年（1547年）、戸次親家の四男として生まれる。異母兄の鑑連と鑑方と異なり大友義鑑から偏諱を賜った形跡は見られない。永禄8年（1565年）19歳で病没したため、具体的な事績は明らかにされていない。死後当時2歳だった子の次郎兵衛（後の立花統春）は異母兄の鑑連の下で養育される。統春は立花氏の家督を継いだ鑑連より立花姓を賜り、親行の家系は立花氏嫡流の一門として鑑連・宗茂に側近として重用される。